# Garrel (Basse-Saxe)
Pour les articles homonymes, voir Garrel.
Garrel est une ville de l'arrondissement de Cloppenburg, dans le Land allemand de Basse-Saxe

## Géographie
La commune de Garrel est située à 15 km au nord de Cloppenburg, et à 25 km au sud-ouest d'Oldenbourg.

## Quartiers
- Beverbruch
- Bürgermoor- Kellerhöhe
- Falkenberg
- Hinter dem Forde/Kammersand
- Kaifort
- Garrel-Esch
- Garrel-Ort
- Peterswald
- Nikolausdorf
- Petersfeld
- Tweel/Tannenkamp-Amerika
- Varrelbusch
- Amerika

## Jumelages
- Bléré (France)